# 드래그 리덕션 시스템

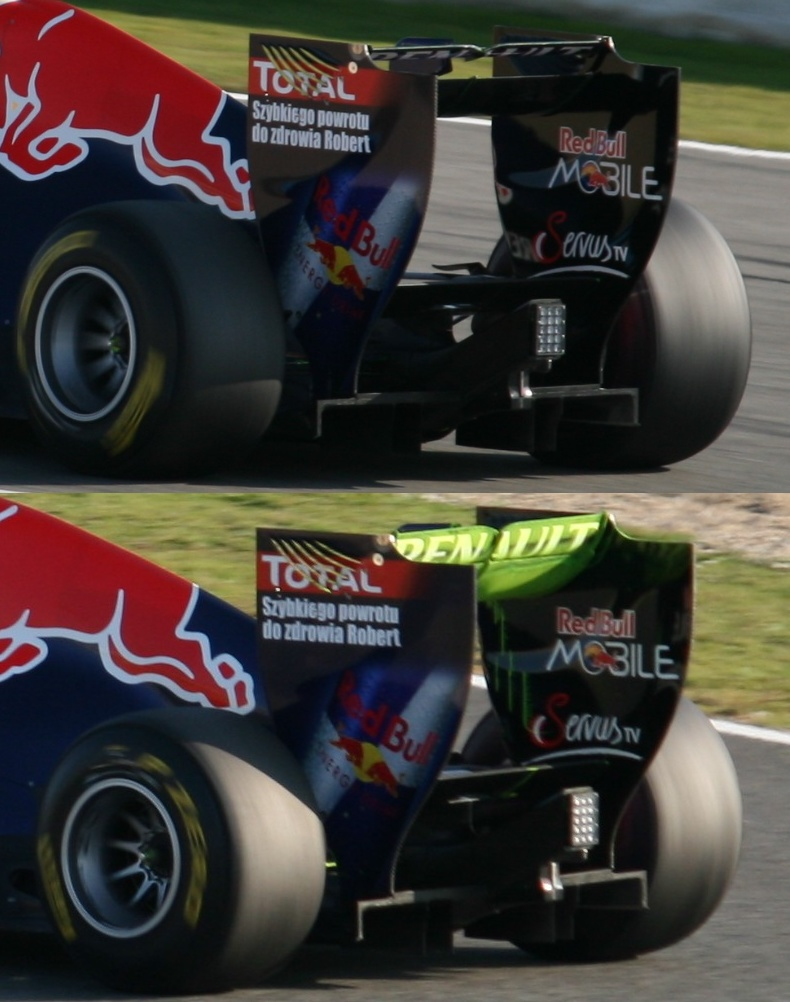
동작 중인 DRS: 위의 것이 개방, 아래 것이 폐쇄된 모습이다

드래그 리덕션 시스템(drag reduction system, DRS, 항력 감소 시스템)은 자동차 경주에서 최고 속도를 증가시키고 앞지르기(추월)를 제고하기 위해 항력을 줄이는 것을 목표로 운전자가 조절할 수 있는 바디웍(bodywork)의 일종이다. 차량의 조정 가능한 뒷날개이며 운전자의 명령에 응하여 움직인다. DRS는 추격 대상의 차량이 수초 이내에 있는 등의 조건에서 수행한다.
DRS는 2011년 포뮬러 원에서 처음 도입되었다. DRS 시스템은 자동차의 공기역학에 영향을 미치는, 부품을 이동하는 행위를 금지하는 규칙에서 예외이다.

## 사용의 제한
F1 레이스 중 DRS를 사용하기 위해서는 몇 가지의 조건을 충족해야하는데, 다음과 같다.
- 지정된 DRS 구간에서만 사용 가능[2]
- 바로 앞 차량과 1초 이내의 간격을 유지하고 있어야 하며, 여기에는 1바퀴 이상 뒤쳐진 백마커가 앞에 있는 경우도 포함된다. 측정 기준은 DRS존 앞의 체크 지점을 통과 할 때의 시간 차이에 따르며 DRS존에서 따라잡았다 하더라도 체크 지점에서 1초 이상의 인터벌이 났다면 사용이 불가능하다.
- 처음의 2랩까지는 사용 불가. 3랩째부터 사용이 가능하다.
- 세이프티 카가 등장하거나, 세이프티 카가 철수한 이후 2랩 동안에도 사용이 불가능하다.
- 앞서가는 차량의 경우 DRS 사용 불가. 다만 앞에 또 다른 차량이 1초내의 거리에 있다면 사용 가능.[3]
- 비가 올 경우와 레이스 디렉터가 DRS를 사용하기에 레이스 상태가 위험하다고 판단 할 경우 사용 불가. 다만 비의 경우 노면이 어느정도 말라간다고 판단했을 시 레이스 컨트롤의 판단에 따라 사용이 가능해지는 경우가 있다.

## 반응
팬들과 드라이버들 사이에서 포뮬러 원에 DRS를 도입한 데 대한 다양한 반응이 있었다. 일부는 근래 여러 해 동안 F1에서 따라잡기의 부족에 대한 해결책으로 보는 반면, 다른 이들은 이 기법이 따라잡기를 너무 쉽게 만든다고 여겼다.

## 같이 보기
- KERS(Kinetic energy recovery system)